# دانیل سکهایم
دانیل سَـکهایم (انگلیسی: Daniel Sackheim؛ زادهٔ ۱۹۶۲ میلادی) تهیه‌کننده تلویزیونی، کارگردان فیلم، فیلم‌نامه‌نویس و تهیه‌کننده فیلم یهودی اهل ایالات متحده آمریکا است.
از فیلم‌ها یا مجموعه‌های تلویزیونی که وی در آن‌ها نقش داشته‌است، می‌توان به آلفرد هیچکاک تقدیم می‌کند، پرونده‌های ایکس، قاضی ایمی، دکتر هاوس، زندگی، به من دروغ بگو، آمریکایی‌ها، کارآگاه حقیقی، مردگان متحرک، پرونده‌های ایکس، خانه شیشه‌ای و نوزاد اشاره نمود.
وی همچنین برندهٔ جوایزی همچون جایزه امی شده‌است.